# Marcel Paillette
Pour les articles homonymes, voir Paillette.
Marcel Paillette, né le 17 avril 1884 au Havre et mort le 11 décembre 1965 en Argentine, est un aviateur français, pionnier de l'aviation et précurseur de l'aviation en Argentine.

## Biographie

### Origines et formation
Marcel Paillette est né le 17 avril 1884 au Havre dans le département de la Seine-Inférieure.
Après avoir obtenu son baccalauréat ès sciences, il est engagé volontaire de 1903 à 1907 au 13e régiment de hussards, il est ensuite nommé au 24e régiment de dragons.
Premier élève de l'aviateur et ingénieur Roger Sommer, il apprend à piloter à Douzy dans le département des Ardennes, en mars 1910. En mai 1910, il effectue un vol à Saint-Martin-du-Manoir sur son avion Sommer. Dès le 10 juin 1910, il obtient le brevet no 99 de l'Aéro-club de France sur avion Sommer.

### Records
Aussitôt après avoir obtenu son permis, il se classe deuxième de tous les prix au meeting d’Angers du 3 au 6 juin 1910. Quelques jours plus tard, il remporte le prix de la plus grande distance franchie en un seul vol au cours du meeting de Rouen. Il s'octroie de nombreuses distinctions lors des meetings de Nantes et de Caen, et à l'occasion de celui du Havre du 25 août au 6 septembre 1910. Il atteint une altitude de 500 mètres dès son premier vol aux commandes d’un aéroplane Blériot, avant de traverser la baie de la Seine à une hauteur de 800 mètres, un exploit pour l'époque,.
Il évolue ensuite dans différents ciels d'Europe, participe au meeting de Milan, en septembre 1910, et de Bourges, rejoint Paris par la voie des airs et gagne l'Amérique du Sud. De 1911 à 1914, il fait des vols de démonstration à bord d'un aéroplane Sommer et d'un aéroplane Blériot.

### Créateur d'écoles d'aviation en Argentine
De 1912 à 1914, il part en Amérique du Sud où il est actif en Argentine, au Chili, au Paraguay. En septembre 1912, Marcel Paillette est le premier instructeur de l’école militaire d’aviation argentine, créée en août 1912,.
Il organise également l'implantation d'écoles d'aviation, crée un vaste aérodrome civil à San Fernando, près de Buenos Aires, donne son baptême de l'air au président de la république du Paraguay, puis regarde la France en guerre.

### Première Guerre mondiale

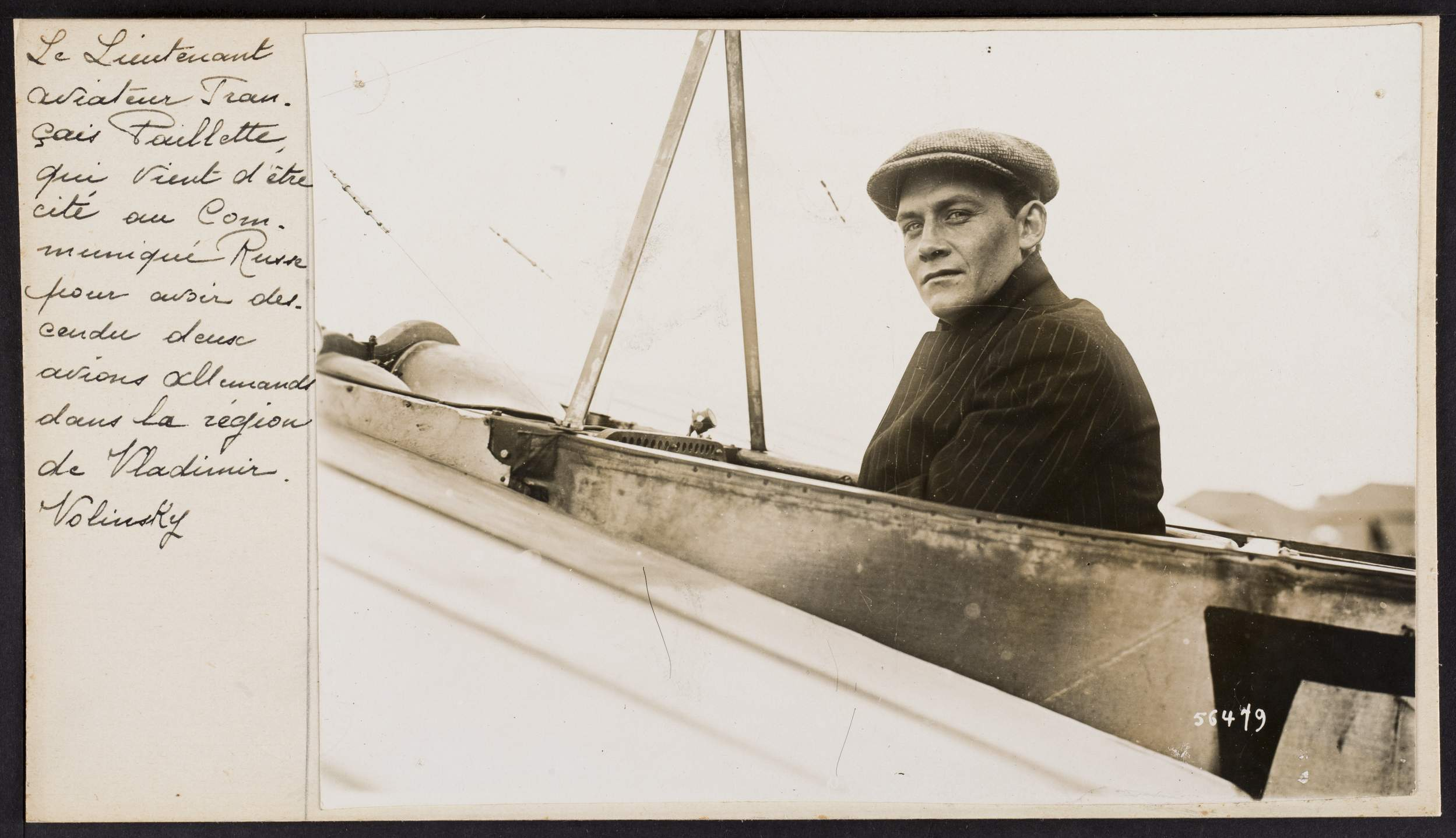
Marcel Paillette.

Pendant la Première Guerre mondiale, il est affecté au centre d'aviation de Tours. Jusqu'en 1916, il participe aux cent premiers bombardements sur l'ennemi. En avril 1916, vingt pilotes et observateurs français sont mis à la disposition de l'armée russe. Avant de partir, ils ont tous été nommés sous-lieutenants à titre temporaire, Marcel paillette en fait partie. Il y restera jusqu'en 1918. Le 22 mars 1917, un communiqué russe annonce que l’aviateur français Marcel Paillette, dans la région de Vladimir-Volynski, a abattu deux ennemis. À l'issue de la guerre, il retourne en Amérique latine et se fixe en Argentine. À partir de 1925 et jusqu'en 1948, il se consacre à la branche automobile.
Marcel Paillette meurt en Argentine, dans la province de Buenos-Aires le 11 décembre 1965. Il y est considéré comme le précurseur de l'aéronautique en Argentine.

## Hommage
La commune du Havre, ville natale de Marcel Paillette, lui a rendu hommage en donnant son nom à l'une des voies de la commune.

## Distinctions
L'Aéro-Club de France attribue à Marcel Paillette la plaquette d'argent en 1916. Celui-ci est aussi titulaire de la croix de guerre 1914-1918 avec palme, de l'ordre de Saint-Vladimir et de l'ordre impérial et militaire de Saint-Georges à la suite de ses succès en Russie. Il est nommé chevalier de l'ordre national de la Légion d'honneur en 1936.
- Croix de guerre 1914–1918, palme de bronze
- Ordre de Saint-Vladimir.
- Ordre impérial et militaire de Saint-Georges
- Chevalier de la Légion d'honneur (1936)